# Incydent MV „Ping Shin” 101
Incydent MV „Ping Shin” 101 – seria zdarzeń związanych z tajwańskim kutrem rybackim MV „Ping Shin” 101, które miały miejsce na Oceanie Indyjskim w 2012 roku, kiedy kapitan statku nakazał zabicie czterech domniemanych piratów dryfujących po rozbiciu ich łodzi na morzu, a także kilka innych domniemanych zabójstw.

## Historia
Nieznany użytkownik zamieścił w serwisie YouTube 10-minutowy film, na którym widać kilku mężczyzn trzymających się szczątków zniszczonej łodzi na pełnym morzu, do których następnie strzelają mówiący po chińsku mężczyźni z pokładu jednostki pływającej wyglądającej na statek rybacki, po czym śmieją się i pozują do wspólnych zdjęć.
Sprawa ujrzała światło dziennie dopiero po tym, gdy film pojawił się na telefonie komórkowym pozostawionym w taksówce na Fidżi w 2014 roku. Następnie Trygg Mat Tracking, norweska firma badawcza zajmująca się przestępczością na morzu, ustaliła, że statek był pływającym pod tajwańską banderą kutrem rybackim „Ping Shin” 101, porównując materiał wideo ze zdjęciami w morskiej bazie danych. Byłych członków załogi „Ping Shin” znaleziono za pośrednictwem postów na Facebooku i innych portali społecznościowych. Wywiady z nimi ujawniły nazwisko kapitana i szczegóły zabójstw.
Po kilku latach nacisków ze strony opinii publicznej i dziennikarzy rząd Tajwanu wydał nakaz aresztowania urodzonego w Chinach kontynentalnych Wanga Fengyu, kapitana „Ping Shin” 101, który nakazał członkom załogi strzelanie do rozbitków.
Świadkowie zeznali, że „Ping Shin” 101 łowił ryby na Oceanie Indyjskim gdzieś pomiędzy Somalią a Seszelami w sierpniu 2012 roku, gdy załoga otrzymała alarm radiowy, że pobliski statek został zaatakowany przez piratów. Mężczyźni zgłoszeni jako piraci, płynący w mniejszej łodzi, wydawali się nieuzbrojeni i prawdopodobnie nie mieli złych zamiarów, ponieważ mieli przy sobie tylko sprzęt rybacki, według zeznań świadków.
Tajwańczycy ustalili, że „Ping Shin” 101, wraz z „Chun I” 217 i dwoma innymi niezidentyfikowanymi łodziami rybackimi, został ostrzelany przez statek obsługiwany przez czterech piratów. Po ostrzelaniu kutrów jeden z nich postanowił staranować statek piracki, który następnie wywrócił się, wyrzucając piratów za burtę. Następnie Wang Fengyu miał nakazać dwóm pakistańskim strażnikom, których zatrudnił na pokładzie swojego statku, aby zastrzelili czterech mężczyzn w wodzie. W styczniu 2021 roku Wang został uznany za winnego i skazany na 26 lat więzienia. Następnie w 2022 roku Wysoki Trybunał Tajwanu orzekł, że dowody wykazały, iż Wang nakazał zabicie tylko jednego rozbitka, a nie czterech i zmniejszył wyrok do 13 lat.
„Ping Shin” 101 zatonął 7 lipca 2014 roku po tym, jak Wang Fengyu, nadal będący jego kapitanem, nadał sygnał SOS, powołując się na awarię mechaniczną. Coś wybuchło – powiedział jeden z członków załogi przed kamerą.